# Clathria anancora
Clathria anancora är en svampdjursart som först beskrevs av Topsent 1904.  Clathria anancora ingår i släktet Clathria och familjen Microcionidae. Inga underarter finns listade i Catalogue of Life.